# Пуула
Пуула (фін. Puula; також Пуулавесі (фін. Puulavesi)) — озеро, розташоване в Гірвенсалмі, Кангасніемі та Міккелі в Південній Савонії та Йоутса в центральній Фінляндії, яке належить до вододілу Кюмійокі. У 2011 році Пуула обране провінційним озером Південної Савонії. Пуула з'єднане через Суонсалмі з озером Рьокясвесі-Лієкуне, рівень води якого знаходиться на тому ж рівні.

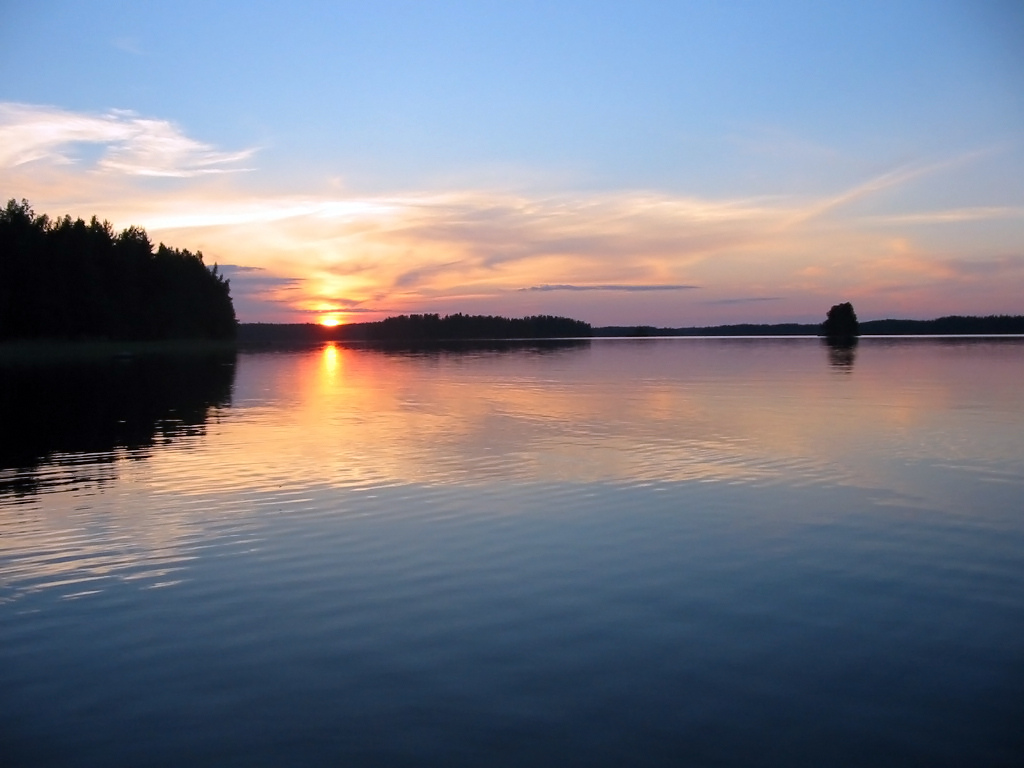
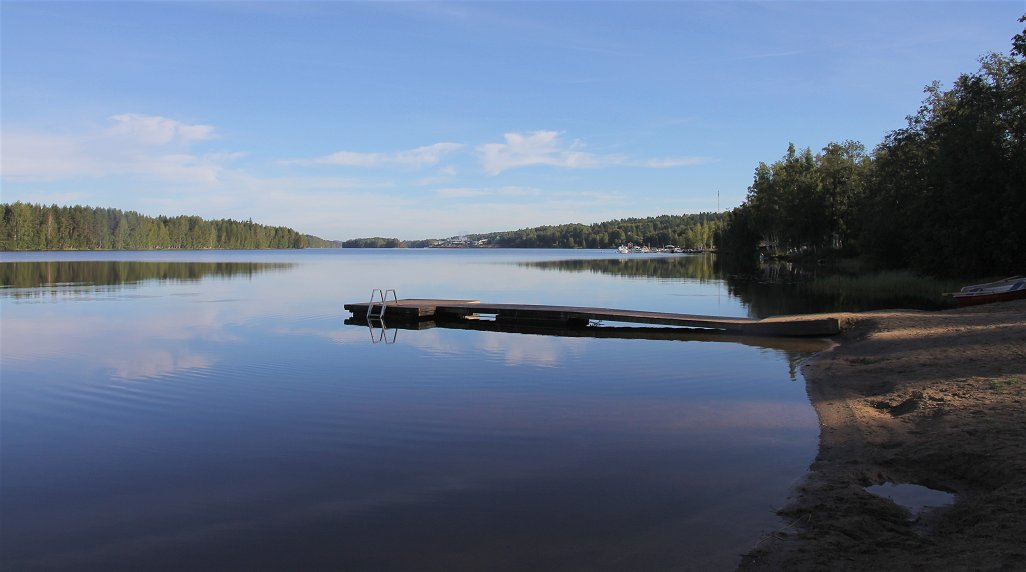
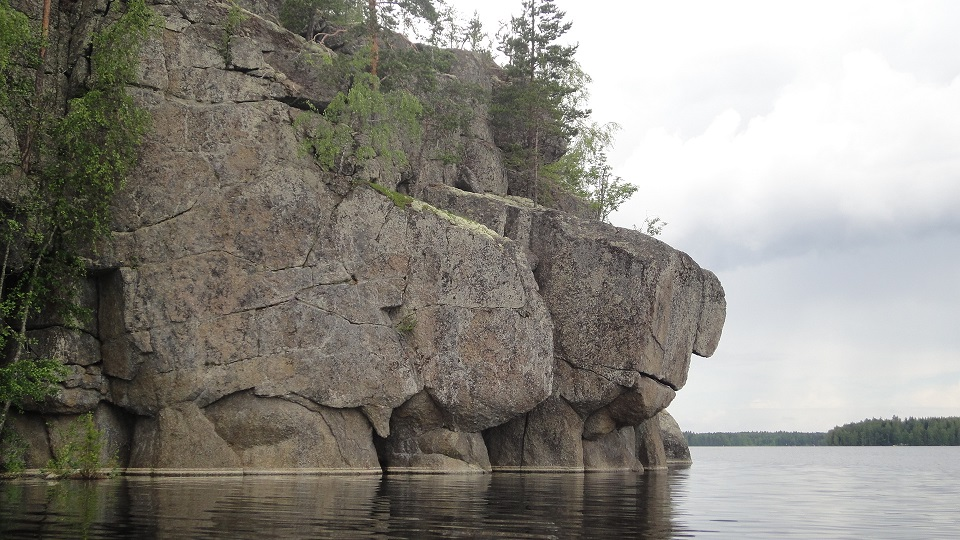